# Stazione di Piano d'Orta Bolognano
La stazione di Piano d'Orta Bolognano è una fermata ferroviaria, posta sulla ferrovia Roma-Pescara, a servizio di Piano d'Orta, frazione del comune di Bolognano.

## Storia
La stazione di Piano d'Orta Bolognano è stata attivata nel 1950. La necessità di uno scalo ferroviario nacque visto l'aumento della popolazione principalmente operai delle industrie presenti nella valle dell'Orta.

## Strutture e impianti
La gestione degli impianti è affidata a Rete Ferroviaria Italiana (RFI). Il piazzale ferroviario ospita l'unico binario di corsa.

## Movimento
Il servizio passeggeri è svolto da treni regionali gestiti da Trenitalia nell'ambito del contratto di servizio stipulato con la Regione Abruzzo, da e per Pescara, Teramo, Torre de' Passeri e Sulmona.
Al 2007, l'impianto risultava frequentato da un traffico giornaliero medio di 30,5 persone.

## Servizi
Il fabbricato viaggiatori dispone di una sala d'aspetto con una convalidatrice di biglietti ed un tabellone. 
- Sala d'attesa